# Alcippe à joues brunes
Alcippe poioicephala
Espèce
Statut de conservation UICN

LC : Préoccupation mineure
L'Alcippe à joues brunes (Alcippe poioicephala) est une espèce d'oiseaux passereaux de la famille des Pellorneidae.

## Habitat et répartition
Cet oiseau vit en Asie du Sud et du Sud-Est, de l'Inde au Vietnam. Il habite les forêts tropicales et subtropicales de basse altitude et de montagne.

## Taxonomie

### Sous-espèces
- Alcippe poioicephala poioicephala
- Alcippe poioicephala brucei
- Alcippe poioicephala fusca
- Alcippe poioicephala phayrei
- Alcippe poioicephala haringtoniae
- Alcippe poioicephala alearis
- Alcippe poioicephala karenni
- Alcippe poioicephala davisoni